# Go! Go! Loser Ranger!
Go! Go! Loser Ranger! (japanisch 戦隊大失格 Sentai Daishikkaku) ist eine Mangaserie von Negi Haruba, die seit 2021 in Japan erscheint. Die Superhelden-Komödie erzählt von versklavten Monstern, die sich aus ihnen aufgezwungenen Niederlagen in Schaukämpfen gegen Superhelden befreien wollen. 2024 erschien eine Anime-Adaption.

## Inhalt
Eines Tages erschien eine riesige Festung im Himmel über Japan, aus der eine Armee von sogenannten Kaijin die Menschheit angriff. Diese Monster haben hohe Regenerationsfähigkeiten und sind damit fast unsterblich. So wurde das Heldenteam Ryūjin Sentai Dragon Keeper gegründet, um Krieger zum Kampf gegen diese Bedrohung zu sammeln. Ihre Mitglieder, die Jingu, verfügen über übernatürliche Kräfte und Waffen, die Divine Tools. Innerhalb eines Jahres wurden die Angreifer besiegt und die verbliebenen Kaijin sind seither gezwungen, ihre Niederlage regelmäßig in Schaukämpfen gegen die Heldentruppe zu wiederholen, um der Menschheit eine Fortsetzung des Konflikts vorzugaukeln. 13 Jahre später hat einer der Kaijin dieses Dasein satt und will sich befreien. Dazu lässt er sich nach dem Kampf nicht als Monster, sondern als Mensch namens Hibiki Sakurarama wiedergeboren werden. Er schleicht sich bei den Dragon Keepers ein, um sie von innen heraus zu zerstören.

## Veröffentlichungen
Der Manga erscheint seit Februar 2021 im Shōnen Magazine in einzelnen Kapiteln. Dessen Verlag Kodansha bringt die Serie seit April 2021 auch in bisher 18 Sammelbänden heraus (Stand April 2025). Eine deutsche Übersetzung von Gregor Wakounig wird seit März 2024 in bisher neun Bänden von Altraverse veröffentlicht (Stand August 2025). Auf Englisch erscheint der Manga beim amerikanischen Ableger von Kodansha und auf Italienisch bei J-Pop.

## Anime-Adaption
Vom 7. April bis 30. Juni 2024 lief die erste Staffel einer Anime-Fernsehserie im japanischen Fernsehen. Bei der Produktion von Yostar Pictures führte Keiichi Satō Regie. Das Drehbuch schrieb Keiichirō Ōchi, die künstlerische Leitung lag bei Taketo Gonpei und für das Charakterdesign war Kahoko Koseki verantwortlich. Die Kameraführung lag bei Jun Kubota. Die Ausstrahlung erfolgte bei TBS. Eine englische Fassung wurde von Hulu per Streaming veröffentlicht, eine spanische von Disney+, wo auch die japanische Fassung mit polnischen Untertiteln veröffentlicht wurde.
Nach der Ausstrahlung der letzten Episode der ersten Staffel wurde eine zweite Staffel angekündigt. Diese umfasst erneut zwölf Episoden und wurde vom 13. April bis 29. Juni 2025 ausgestrahlt.

### Synchronisation
| Rolle           | japanischer Stimme (Seiyū) |
| --------------- | -------------------------- |
| Hibiki Sakurama | Daishi Kajita              |
| Yumeko Suzukiri | Yumika Yano                |
| Fighter D       | Yūsuke Kobayashi           |

### Musik
Die Musik der Serie komponierte Yoshihiro Ike. Das Vorspannlied ist Jikai Yokoku von Tatsuya Kitani und der Abspann ist unterlegt mit Seikai wa Iranai von Akari Nanawo.